# August Lingemann
August Lingemann (* 1. November 1848 in Kassel; † 25. November 1901 in Dresden) war ein deutscher Architekt.

## Leben

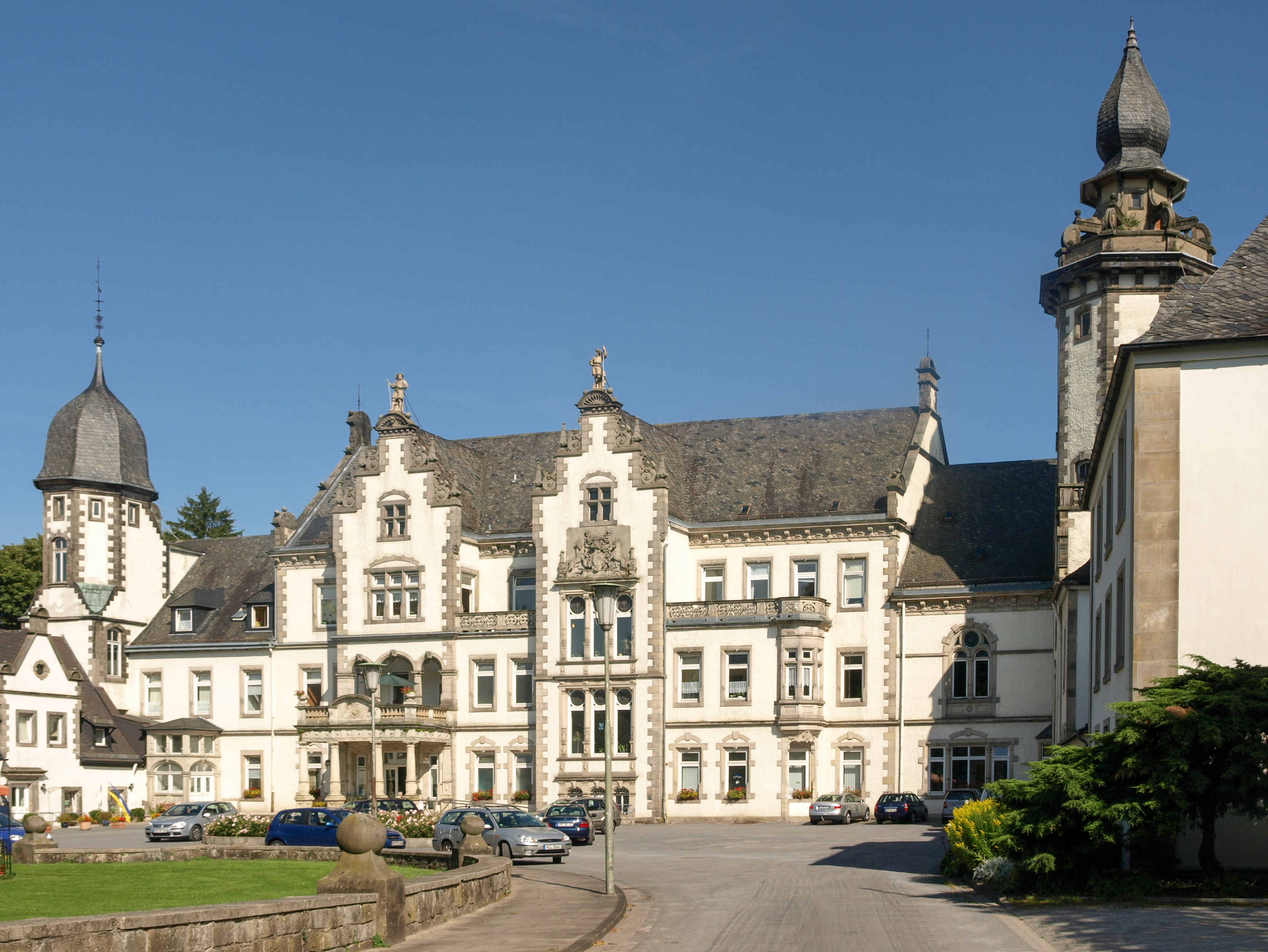
Schloss Hasperde

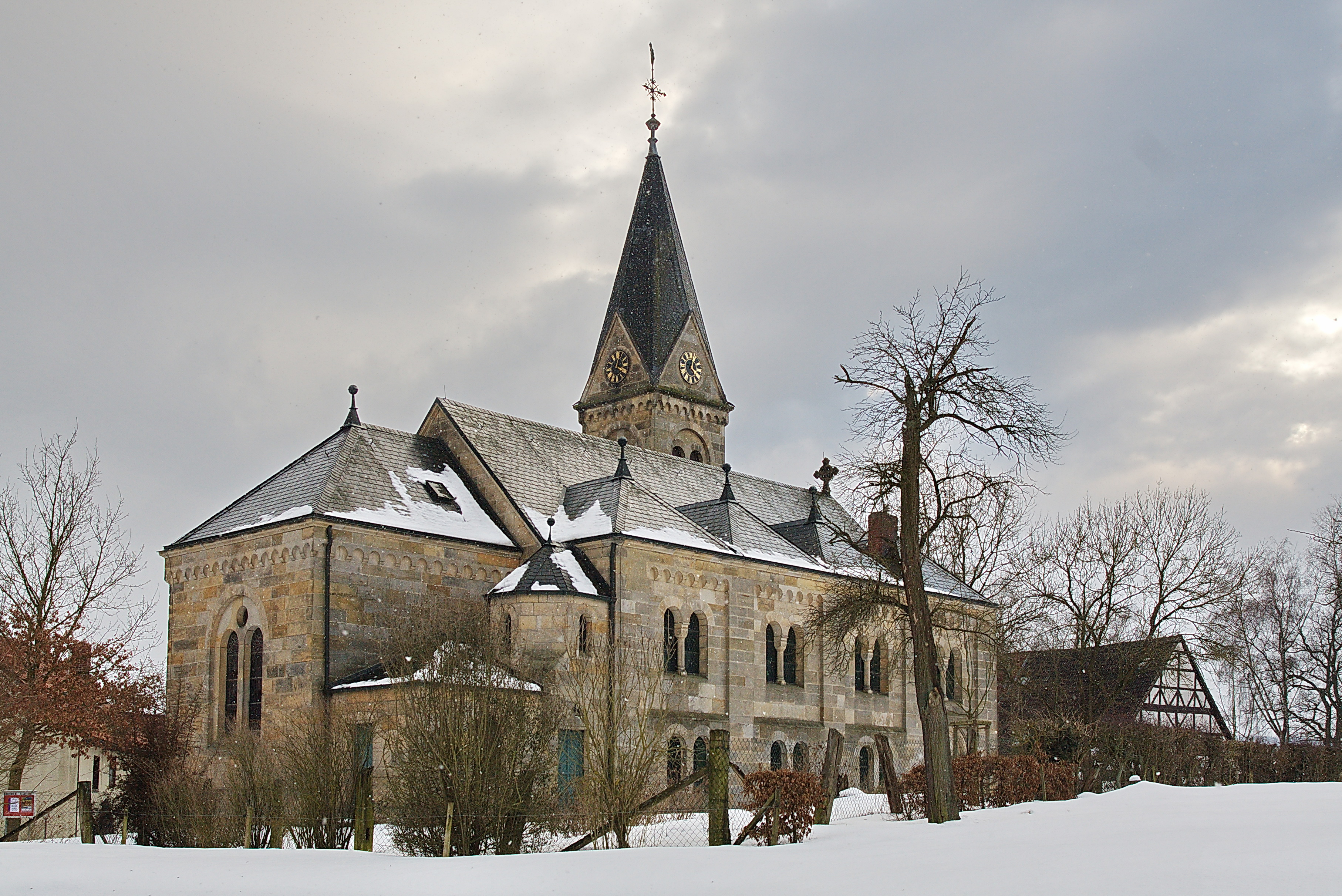
St.-Petri-Kirche in Flegessen

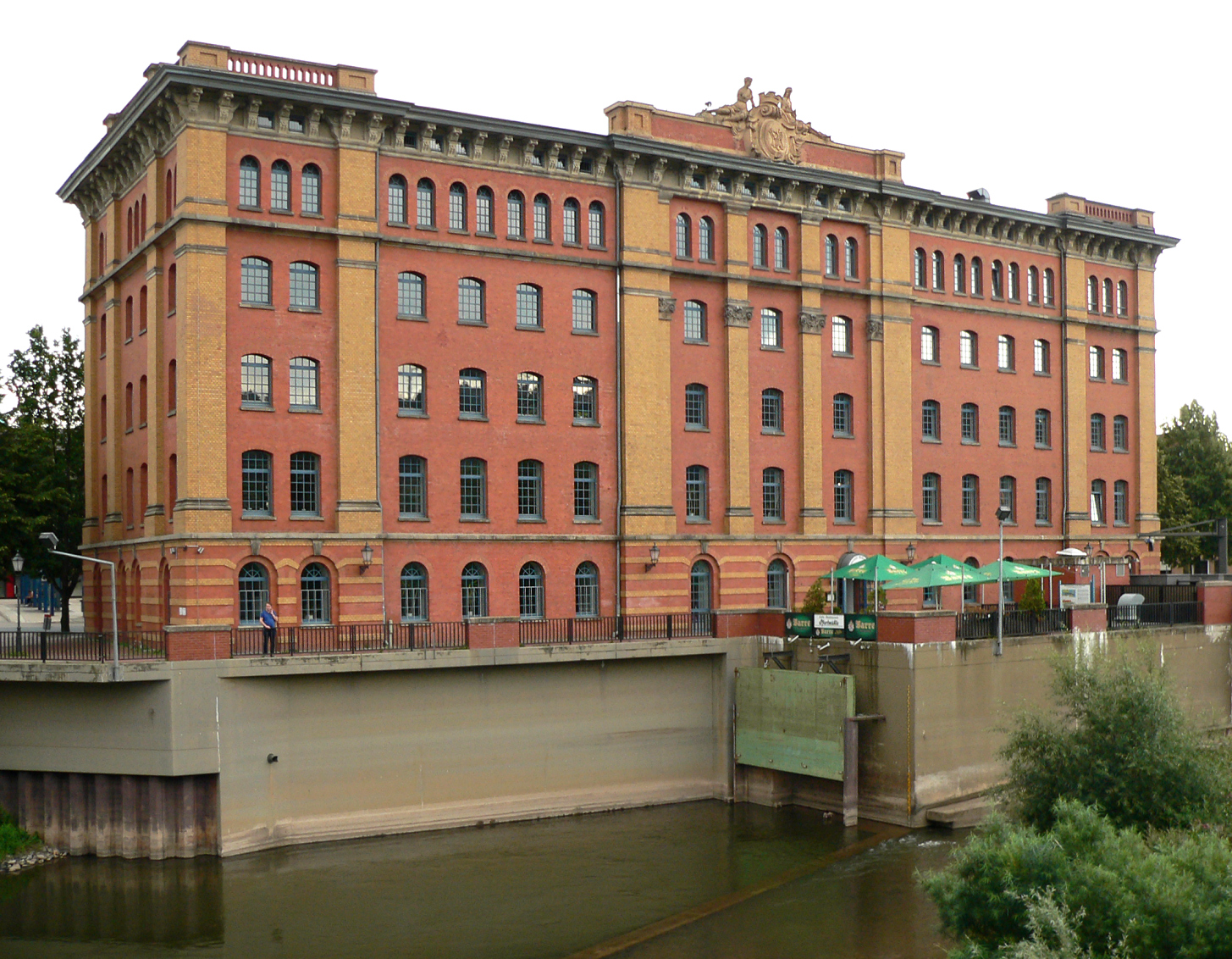
Pfortmühle an der Weser in Hameln

Der 1848 in der Residenzstadt des Kurfürstentums Hessen geborene August Lingemann studierte von 1868 bis 1870 an der Polytechnischen Schule Hannover, u. a. bei Conrad Wilhelm Hase. 1870/1871 nahm er am Deutsch-Französischen Krieg teil. Später ließ er sich als Architekt in Hannover nieder.

## Bauten und Entwürfe
- 1881–1884: Mausoleum für Otto Freiherr von Hake im Schlosspark in Hasperde, Hasperder Straße 12 (Neorenaissance; erhalten)[1]
- 1883–1893: Erweiterung und Umbau von Schloss Hasperde für Otto Freiherr von Hake in Hasperde (Neorenaissance; erhalten)[1]
- 1889–1890: Zucker-Raffinerie in Hameln, Hefehof 2 (erhalten)[1]
- 1892: Evangelisch-lutherische St.-Petri-Kirche in Flegessen (erhalten)[1]
- 1893: Wettbewerbsentwurf (Motto „Ut omnes videant“) für die evangelisch-lutherische Markuskirche in Chemnitz (nicht prämiert)[1]
- 1894–1895: Pfortmühle in Hameln, Sudetenstraße 1 (erhalten; durch die Hamelner Stadtbücherei und als Restaurant genutzt)[1]